# Tetilla casula
Tetilla casula är en svampdjursart som först beskrevs av Carter 1871.  Tetilla casula ingår i släktet Tetilla och familjen Tetillidae. Inga underarter finns listade i Catalogue of Life.